# 二宮正之
二宮 正之（にのみや まさゆき、1938年 - ）は、フランス在住の文学者、ジュネーヴ大学名誉教授。フランス在住。ジュネーヴ大学名誉教授。

## 経歴
1938年、東京生まれ。東京大学、東京大学大学院仏文学専攻で学び、博士課程を中退。1965年から1968年までフランスの高等師範学校 (パリ)に在籍。『小林秀雄の思考』で博士号を取得。
フランス国立東洋言語文化研究所助教授を経て、ジュネーヴ大学文学部日本学科教授に就いた。アンドレ・ジッド、小林秀雄、森有正を研究テーマとしている。

## 受賞
- 1990年：『私の中のシャルトル』で日本エッセイスト・クラブ賞を受賞。
- 2001年：『小林秀雄のこと』で芸術選奨文部大臣賞受賞。

## 著作
著書
- 『私の中のシャルトル』筑摩書房 1990年
  - 改訂：ちくま学芸文庫 2000年
- 『La pensee de Kobayashi Hideo : un intellectuel japonais au tournant de l'histoire / Librairie』Droz, 1995年
- 『小林秀雄のこと』岩波書店 2000年
  - 改訂：岩波現代文庫 2018年
- 『文学の弁明 フランスと日本における思索の現場から』岩波書店 2015年

翻訳
- オリヴィエ・アラン『和声の歴史』 永富正之共訳、白水社 文庫クセジュ、1969年
- ロラン・バルト『作家ソレルス』 岩崎力共訳、みすず書房、1986年
- 『ジッド=ヴァレリー往復書簡』筑摩書房、1986年
1巻：1890-1896年 / 2巻：1897-1942年
- アンドレ・ジッド『背徳の人』ちくま文庫、2008年
- 『アンドレ・ジッド集成』全5巻、筑摩書房、2014年-